# Aurul alb (film din 1954)
Aurul alb este un film românesc din 1954 regizat de Virgil Calotescu.